# Perth Stadium
Das Perth Stadium (durch Sponsoringvertrag offiziell Optus Stadium genannt) ist ein Mehrzweckstadion im Vorort Burswood der australischen Stadt Perth im Bundesstaat Western Australia. Es wurde Ende 2017 fertiggestellt und am 21. Januar 2018 offiziell eröffnet. Die Anlage bietet 61.266 Zuschauern Platz und ist damit, nach dem Melbourne Cricket Ground und dem Accor Stadium, das drittgrößte Stadion des Landes. Für einige Sportarten kann das Stadion auf bis zu 65.000 Plätze erweitert werden.
Das Perth Stadium wird hauptsächlich für Australian Rules Football und Cricket genutzt. Es finden auch Fußball- und Rugby-Partien (Rugby Union und Rugby League) sowie Konzerte im Optus Stadium statt. Die beiden Mannschaften der Australian Football League (AFL) von Perth – der Fremantle Football Club und die West Coast Eagles – haben ihre Heimspiele vom Subiaco Oval ins Perth Stadium verlegt, während die Perth Scorchers ihre Heimspiele der Big Bash League in diesem Stadion austragen, nachdem sie zuvor im WACA Ground gespielt hatten. Im Perth Stadium können auch große Konzerte und andere Unterhaltungsveranstaltungen stattfinden. Die Veranstaltungsstätte verfügt über eigens errichtete Bus- und Bahnanschlüsse.

## Geschichte
Im Jahr 2003 gab die Regierung von Western Australia eine Untersuchung in Auftrag, um die Zukunft der großen Sportstätten im Bundesstaat zu prüfen. Zur Durchführung der Überprüfung wurde eine Taskforce eingesetzt. Die Kommission empfahl die Errichtung einer neuen Sportstätte für 60.000 Zuschauer, die für Australian Rules Football, Cricket und auch für Sportarten mit rechteckigem Spielfeld wie Fußball, Rugby Union und Rugby League geeignet wären. 2009 wurden die Pläne für das Stadion für zwei Jahre auf Eis gelegt. Die Bekanntgabe des Standorts Burswood im Juni 2011 folgte schließlich auf eine Reihe früherer Vorschläge für das Stadion, darunter Standorte in Subiaco und East Perth.
Der Bau begann im Dezember 2014 und wurde nach drei Jahren Bauzeit im Dezember 2017 abgeschlossen. An dem Großprojekt waren 5800 Bauarbeiter beteiligt. Die ursprünglich geplanten Kosten in Höhe von 700 Millionen australischen Dollar wurden deutlich überschritten und lagen nach Fertigstellung des Stadions bei 1,6 Milliarden australischen Dollar. 2017 wurden die Sponsoringrechte für zehn Jahre an das Telekommunikationsunternehmen Optus vergeben.
Die erste Veranstaltung (Soft Opening), die im Neubau stattfand, war ein Twenty20-Cricketspiel zwischen den Perth Scorchers und den England Lions am 11. Dezember 2017, gefolgt von einem zweiten Spiel zwischen denselben Teams zwei Tage später. Am 21. Januar 2018 wurde es mit einem kostenlosen Tag der offenen Tür für die Öffentlichkeit offiziell eröffnet.
Die Enden des Stadions heißen Member’s End und Langer Stand End. Das erste One-Day International im Stadion fand zwischen Australien und England am 28. Januar 2018 statt, der erste Test zwischen Australien und Indien im Dezember 2018. Beim T20 World Cup 2022 war das Optus Stadium Austragungsort von sechs Partien in der Super 12.

## Galerie

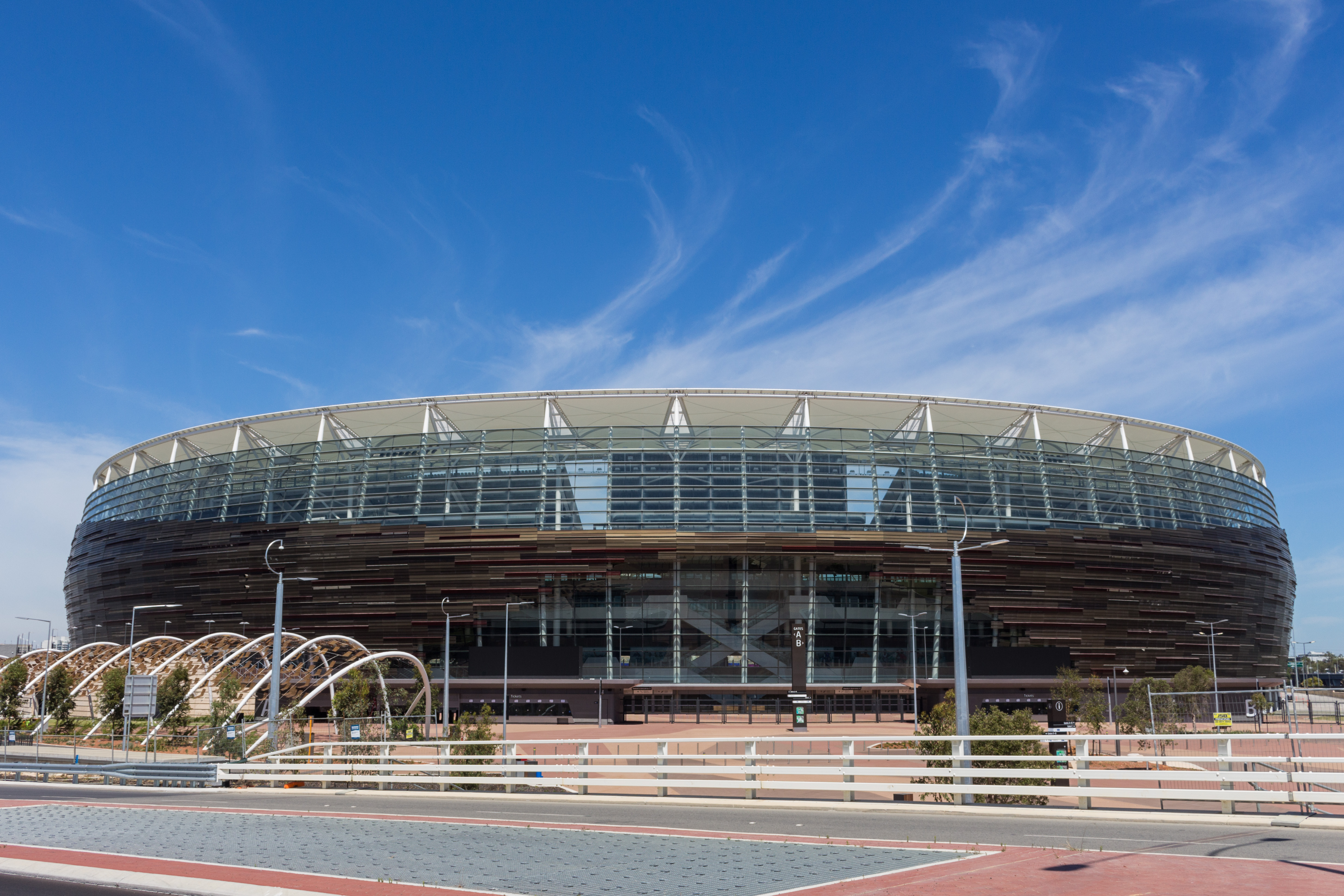
Das Perth Stadium Mitte Dezember 2017 kurz nach dem Soft Opening
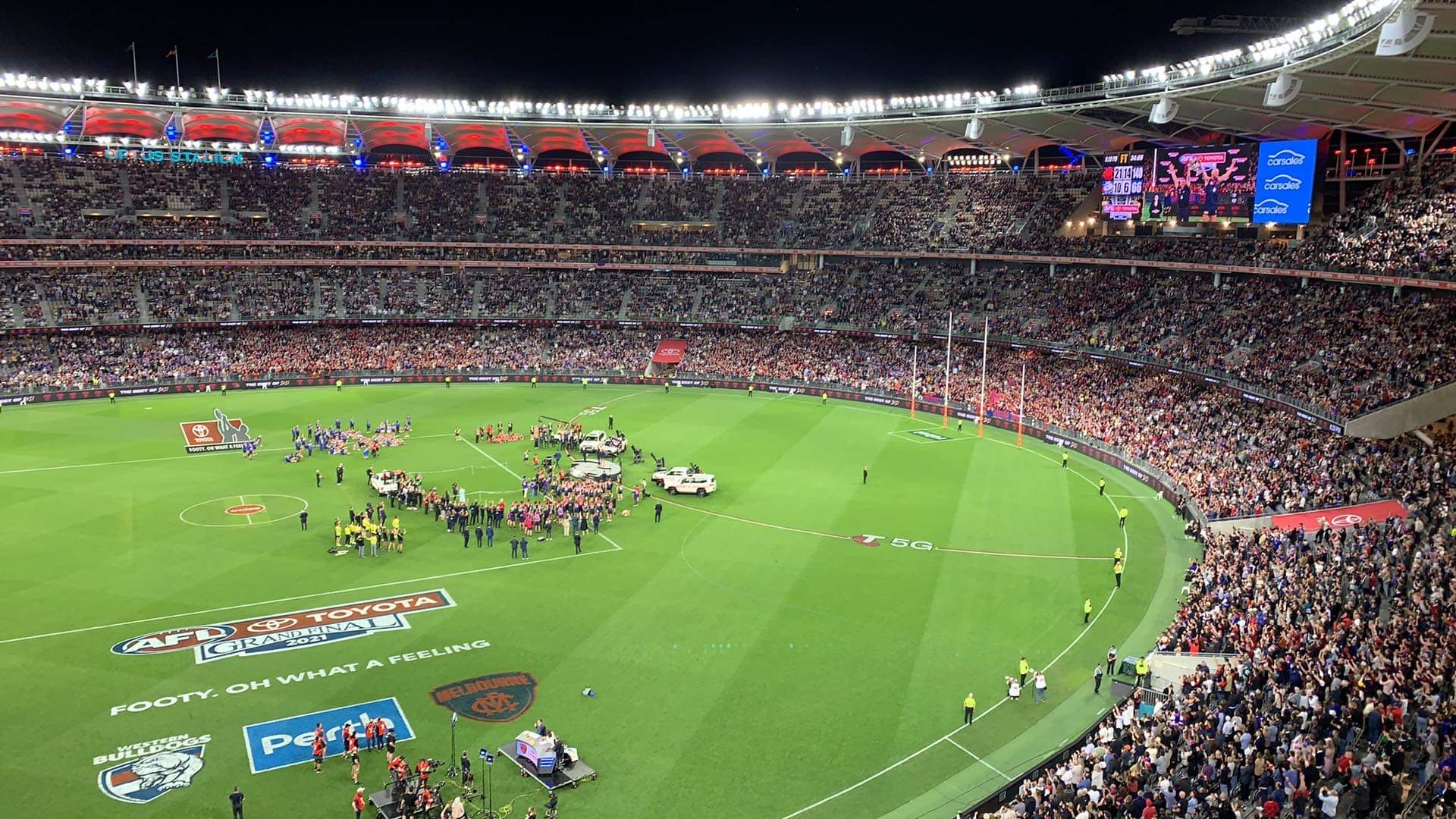
Das AFL Grand Final 2021